# Филип Охридски
Филип е български патриарх, според Дюканжовия списък – първият, установил се в Охрид. Предполага се, че заема тази длъжност, след като цар Самуил пренася столицата си в този град през 1000 година. Остава патриарх до около 1015 година, като е възможно да е отстранен от цар Иван Владислав, заел престола по това време.